# Pasiphae-gruppen
Pasiphae-gruppen er en underinddeling af planeten Jupiters måner: Gruppen er opkaldt efter dens største medlem, månen Pasiphae, og omfatter 13 af de måner der færdes længst væk fra Jupiter. Gruppen omfatter følgende måner:
- Aoede
- Autonoe
- callirrhoe
- Cyllene
- Eurydome
- Hegemone
- Megaclite
- Pasiphae
- S/2003 J 4
- S/2003 J 14
- S/2003 J 23
- Sinope
- Sponde

Alle måner i Pasiphae-gruppen har retrograd omløb, dvs. de populært sagt kredser "den gale vej" omkring Jupiter. Den Internationale Astronomiske Union har vedtaget, at måner med sådanne omløb, herunder månerne i denne gruppe, skal have navne der ender på bogstavet e.